# Javaés
Os javaés, também chamados xavajés e Ixãju mahãdu, são uma etnia indígena que habita o interior da Ilha do Bananal, no estado do Tocantins, no Brasil. São aparentados aos carajás. Vivem às margens do Rio Javaés. Falam a língua inỹ, nome pelo qual também se autodenominam.